# Kommunikationssystem
Ein Kommunikationssystem (oder Kommunikationsnetz, speziell in Bezug auf Telekommunikation ein Telekommunikationssystem oder Telekommunikationsnetz, siehe auch Telefonnetz) ist in der Nachrichtentechnik eine Bezeichnung für ein Netzwerk des Nachrichtenverkehrs in einem Nachrichtennetz.

## Allgemeines
Im engeren Sinne ist ein Kommunikationssystem eine Einrichtung bzw. eine Verkehrsinfrastruktur für die Übermittlung von Informationen. Kommunikationssysteme stellen dazu Nachrichtenverbindungen zwischen mehreren Endstellen her. Offene Kommunikationssysteme erlauben die freie Kommunikation zwischen allen angeschlossenen Endgeräten. Wichtige Voraussetzung für offene Kommunikationssysteme ist die Standardisierung der Schnittstellen und der logischen Funktionen. In Datennetzen (Datennetzwerken) wird dies durch die Orientierung an hierarchisch aufgebauten Architekturmodellen mit mehreren standardisierten Protokollebenen erreicht. Allgemein akzeptiertes Architekturmodell ist das OSI-Modell.
Der Begriff der Kommunikationssysteme wird insbesondere bei der Beschreibung der Eigenschaften und der Klassifikation verschiedener technischer Kommunikationsnetze verwendet. Eigenschaften von Kommunikationsbeziehungen in Netzen sind im Folgenden aufgeführt.

## Eigenschaften

### Leitungsvermittelt/paketvermittelt/nachrichtenvermittelt
In der Vermittlungstechnik unterscheidet man drei Grundformen:
- Nachrichtenvermittlung – Nachricht wird über Vermittler komplett zum Empfänger geliefert (zum Beispiel Bote/Brief)
- Leitungsvermittlung – exklusive Leitungsschaltung zwischen den Kommunikationspartnern (zum Beispiel Telefonnetz)
- Paketvermittlung – Nachricht wird in Pakete zerlegt und zum Empfänger übermittelt (zum Beispiel Internet)

Bei der nachrichtenvermittelten Kommunikation wird die Nachricht in einem Stück auf einem Wege vom Sender an den Empfänger gebracht. Wenn eine Nachricht eine zeitliche Ausdehnung hat, wird sie zumeist schrittweise übertragen. Bei der Leitungsvermittlung wird zwischen den Endstellen eine Nachrichtenverbindung aufgebaut, bei der alle Teile den gleichen Weg nehmen. Bei der Paketvermittlung wird jeder Teil (Paket) als Stück einzeln verarbeitet und kann so unterschiedliche Wege nehmen, zum Beispiel abhängig vom Router, der den momentan schnellsten Weg auswählt.

### Verbindungsorientiert – verbindungslos
Bezeichnet die Eigenschaft, ob vor der Nachrichtenübermittlung eine Nachrichtenverbindung aufgebaut werden muss. Bei verbindungsorientierten Kommunikationssystemen teilt sich die Kommunikation in die drei Phasen Verbindungsaufbau, Nachrichtenübermittlung und Verbindungsabbau. Bei verbindungslosen Diensten entfällt der Verbindungsauf- und -abbau, bei Mehrpunktverbindungen wird die eigentliche Nachricht in einen Umschlag gelegt, auf dem das Ziel der Nachricht verzeichnet ist. Eine permanente Leitungsvermittlung kann verbindungslos bleiben.

### Bestätigt – unbestätigt
Bezeichnet die Eigenschaft, ob der Sender wissen kann, dass die Nachricht beim Empfänger korrekt (zum Beispiel innerhalb einer Zeitspanne) eingetroffen ist. Bei der Briefpost ist das der Rückschein, bei verbindungslosen Netzen wird meistens eine Quittungsnachricht zur Bestätigung zurückgeschickt, und bei verbindungsorientierten Systemen kann in regelmäßigen Abständen eine Leitungsprüfung vorgenommen werden, bei deren Korrektheit eine fehlerfreie Übermittlung der Daten angenommen wird, die zwischenzeitlich übertragen werden.

### Synchron – asynchron
Bezeichnet Eigenschaften des Zeitverbrauchs der Nachrichtenübermittlung, insbesondere bei periodischen Nachrichtenverbindungen. Bei synchronen Kommunikationsverbindungen laufen die Endstellen im gleichen Takt, die Informationen kommen über den Übertragungsweg immer zur rechten Zeit an. Bei asynchronen Kommunikationssystemen können Nachrichtenteile verschieden lange Zeit unterwegs sein, und bei verschiedenen Wegen auch vertauscht eintreffen.

### Temporär – statisch – permanent
Bei einer temporären Wählverbindung wird eine Nachrichtenverbindung nur bei Bedarf aufgebaut, nach Abschluss der Datenübertragung wieder abgebaut. Dabei kann keine Garantie gegeben werden, dass für eine Verbindung genügend Ressourcen bereitstehen. Bei statischen Festverbindungen bleibt eine Verbindung zwischen gewählten Endpunkten über einen längeren Zeitraum erhalten, auch wenn sie nicht genutzt wird. Bei permanenten Verbindungen können die Endpunkte nicht verändert werden, ein Verbindungsaufbau und -abbau entfällt.

### Simplex / duplex – halbduplex / vollduplex
Bei simplex kann nur ein Teilnehmer senden (implizit unbestätigte Verbindung). Bei duplex können beide Teilnehmer senden und empfangen. Bei vollduplex können die Teilnehmer gleichzeitig senden und empfangen, bei halbduplex wird abwechselnd gesendet oder empfangen.

### Stationär – quasistationär – mobil
Bei stationären Endstellen ist der örtliche Bezug fest. Bei quasistationären Verbindungen ist die Endstelle mobil, bleibt jedoch während der Nachrichtenübermittlung am gleichen Ort. Bei mobilen Verbindungen bleibt die Nachrichtenübermittlung unabhängig vom Ortswechsel.

### Netzaufbau, Topologie
Beschreibt die möglichen Wege, die Nachrichten im Kommunikationsnetz nehmen können. Die Anordnung und Eigenschaften der Wege bezeichnet man als Topologie, insbesondere bezogen auf den Aufbau eines Computernetzes.

### Nutzerbezogen/Endgerätebezogen
Bezeichnet die Art der Adressierung eines Endpunktes der Nachrichtenübermittlung. Wenn sie endgerätebezogen ist, so wird die Nachricht an den Ort des Geräts gebracht, und muss dort vom Nutzer aufgenommen werden. Bei einem personalisierten Kommunikationssystem wird die Person bezeichnet, unabhängig vom Anschluss an das Kommunikationssystem.

### Nutzung, Tarifierung
Bei der Nutzung steht insbesondere die exklusive reservierte Nutzung für eine Verbindung gegenüber einer geteilten Verbindung für mehrere Nutzer. Die Nachrichtenübermittlung kann als Broadcast an viele unbekannte Empfänger gestaltet sein, oder mit Rückkanal eine interaktive Schaltung ermöglichen.
Die Tarifierung von Diensten kann nach Parametern der Verbindung oder der Nachricht erfolgen. Zum Beispiel nach Dauer, Tageszeit und Entfernung der Verbindung, oder nach Volumen, Gewicht, Art der Nachrichtenform. Weiterhin kann die Tarifierung die Möglichkeit enthalten den Sender, den Empfänger oder beide anteilig je Nachricht zahlen zu lassen, oder mittels eines Pauschalbetrages abzugelten (Flatrate).

## Datennetze
Datennetze sind in einem Verkehrsraum verteilte Verbindungssysteme (Netzwerke) zur technischen Unterstützung des Austauschs von Daten und Informationen zwischen Absender und Empfänger.
Arten
- In-House-Netz: In Wirtschaftssubjekten (Unternehmen, Behörden, Institutionen) vorhandenes Netz (englisch Corporate Network), das nur für die jeweiligen Mitarbeiter zugänglich ist. Hierzu gehören insbesondere Nebenstellenanlagen und herstellerspezifische Datenverarbeitungsnetze.[2]
  - Lokales Netz (englisch Local Area Network, LAN): Hierzu gehört das Intranet als ein auf der Internettechnologie aufbauendes Corporate Network, das über Schnittstellen (englisch gateways) Zugang zum Internet ermöglicht.[3]
  - Rechnernetz eines Herstellers:
- Das Wide Area Network (WAN) erstreckt sich über ein sehr großes geografisches Gebiet, das Staaten und sogar Kontinente umfassen kann.
  - öffentliches (offenes) WAN: Der Netzzugang ist jedem gestattet, der über die Zugangskennung verfügt.
  - nicht-öffentliches (geschlossenes) WAN: Die Benutzer bilden einen geschlossenen Kreis von Mitgliedern, der außerhalb der Mitgliedschaft nicht zugänglich ist.

Ein Netzzugang ist nur demjenigen Benutzer möglich, der über eine Zugangskennung verfügt.

## Weltweite Kapazität
Es wird geschätzt, dass die weltweite technische Kapazität, Informationen über (analoge und digitale) Netze zu empfangen, von 433 (optimal komprimierten) Exabyte im Jahr 1986 auf 2.000 (optimal komprimierte) Exabyte (oder 2 Zettabyte) im Jahr 2007 gewachsen ist. Dies ist der informationelle Gegenwert von etwas mehr als 55 Tageszeitungen pro Person pro Tag im Jahr 1986 und 181 Tageszeitungen pro Person und Tag 2007. Der überwiegende Großteil der weltweit empfangenen Information findet immer noch über (unidirektionale) Broadcast und Rundfunk Netze statt. Lediglich 3,5 % der Information (in Bytes) wird über (bidirektionale) Telekommunikationsnetze übermittelt (der überwiegende Großteil davon über Festnetz-Internetzugang, etwa 96 % davon).